# Blanșare

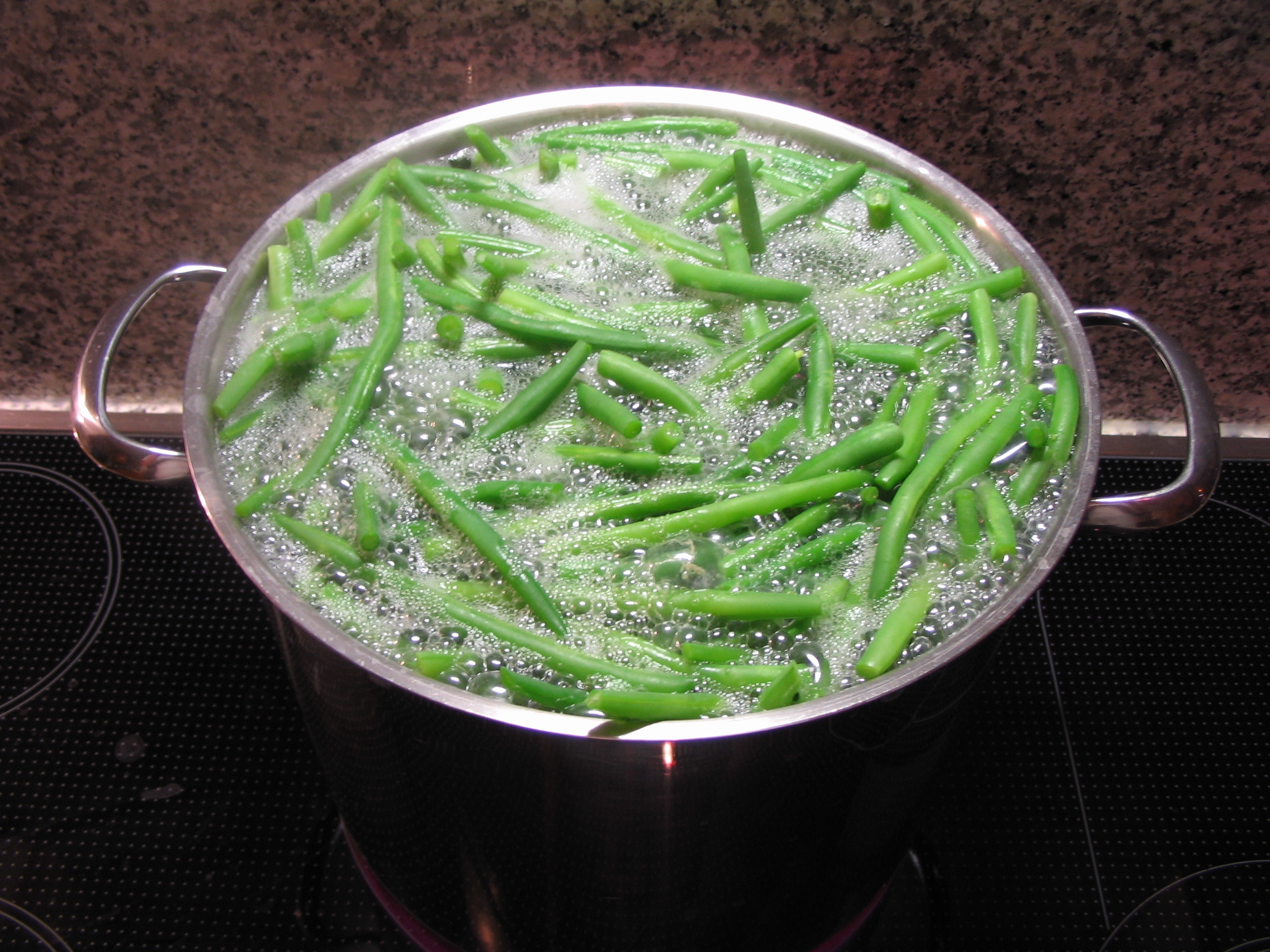
Primul pas în albirea fasolei verzi

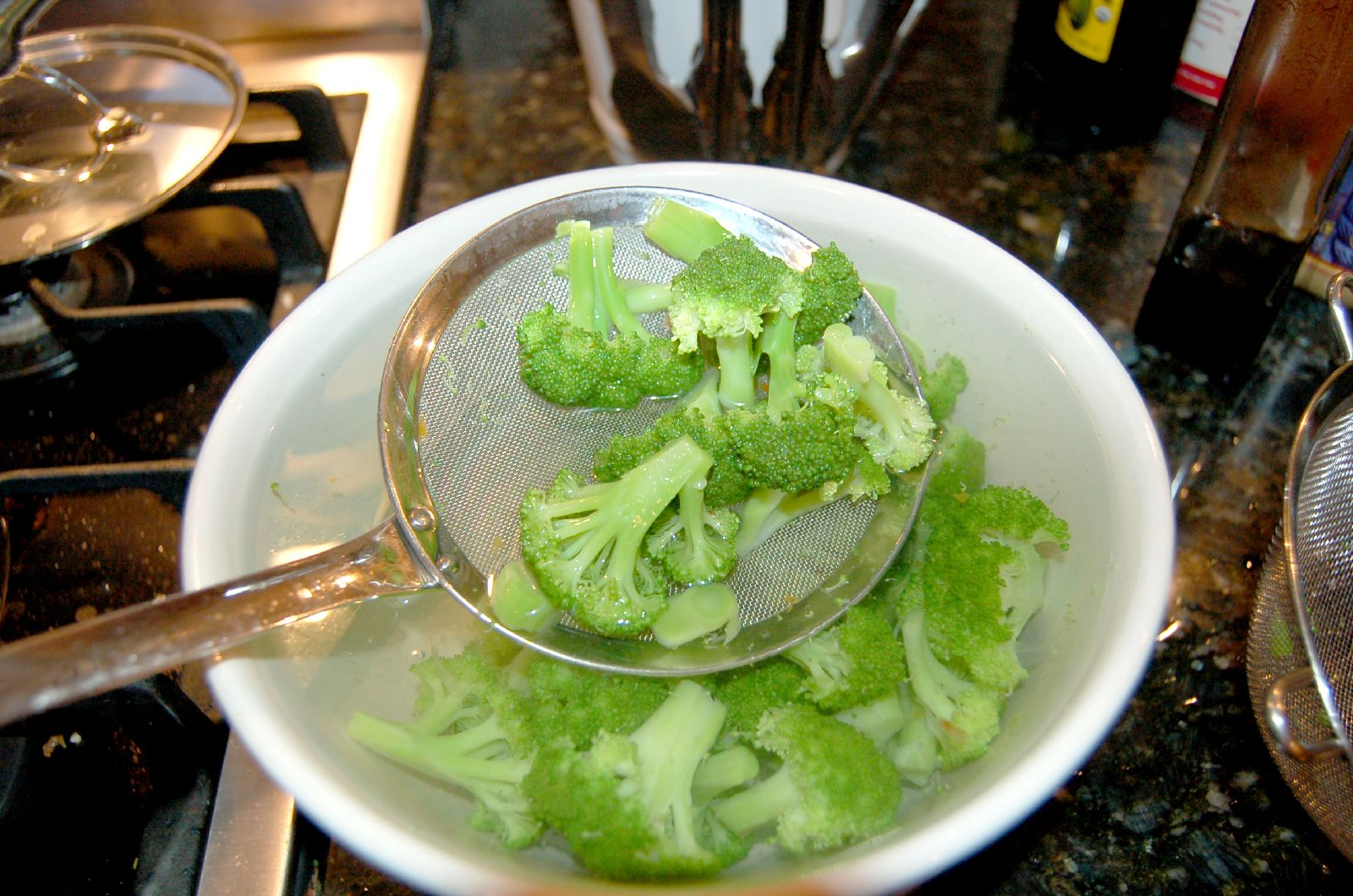
Broccoli fiind introdus în apă rece pentru a finaliza blanșarea

Blanșarea este o procedă culinară prin care un aliment, de obicei o legumă sau un fruct, este opărit în apă clocotită și îndepărtat după un interval scurt, cronometrat și, în cele din urmă, scufundat în apă cu gheață sau limpezit sub jet de apă rece (numită șocare termică)  pentru a opri procesul de gătire și a menține culoarea și textura crocantă a alimentului. Blanșarea ajută la menținerea calității alimentului în timp.  Blanșarea este adesea folosită ca tratament înainte de congelare, uscare sau conservare - încălzirea legumelor sau fructelor pentru a inactiva enzimele, a modifica textura, a îndepărta coaja și a ofili țesutul.  Inactivarea enzimelor păstrează culoarea, aroma și valoarea nutritivă.  Procesul are trei etape: preîncălzire, blanșare și răcire.  Cele mai comune metode de blanșare a legumelor/fructelor sunt cu apa fiartă sau aburi, în timp ce răcirea se face fie cu apă rece, fie cu aer rece.   Alte beneficii ale blanșării includ eliminarea reziduurilor de pesticide și scăderea încărcăturii microbiene.  Dezavantajele procesului de albire pot include pierderea nutrienților solubili în apă sau sensibili la căldură și producerea de apă reziduală . 

## Aplicație
Blanșarea este o procedură utilizată în bucătăria de acasă, precum și ca pre-tratament în industria alimentară. În ambele cazuri, scopul său principal este de a inactiva enzimele care provoacă rumenire, modificări de textura și arome nefavorabile.  Enzimele care provoacă deteriorarea fructelor și legumelor includ lipoxigenază, polifenoloxidază, poligalacturonază și clorofilază.  Catalaza și peroxidaza sunt adesea utilizate pentru a determina succesul procesului de blanșare, deoarece sunt enzimele cele mai rezistente la căldură.   Acestea sunt responsabile pentru pierderea aromei, culorii, texturii și calităților nutritive în timpul depozitării produsului.  
Procesul de blanșare elimină aerul prins în țesuturile plantelor, care este un pas vital înainte de conservare.  Blanșarea previne expansiunea aerului în timpul procesării, ceea ce reduce tensiunea asupra recipientelor și riscul conservelor cu defecte de îmbinare.  Mai mult, eliminarea gazelor din alimente precum perele are ca rezultat o textura mai buna si reduce oxidarea produsului.  De asemenea, gazele intercelulare eliminate rezultă într-o reținere mai bună a culorii. 

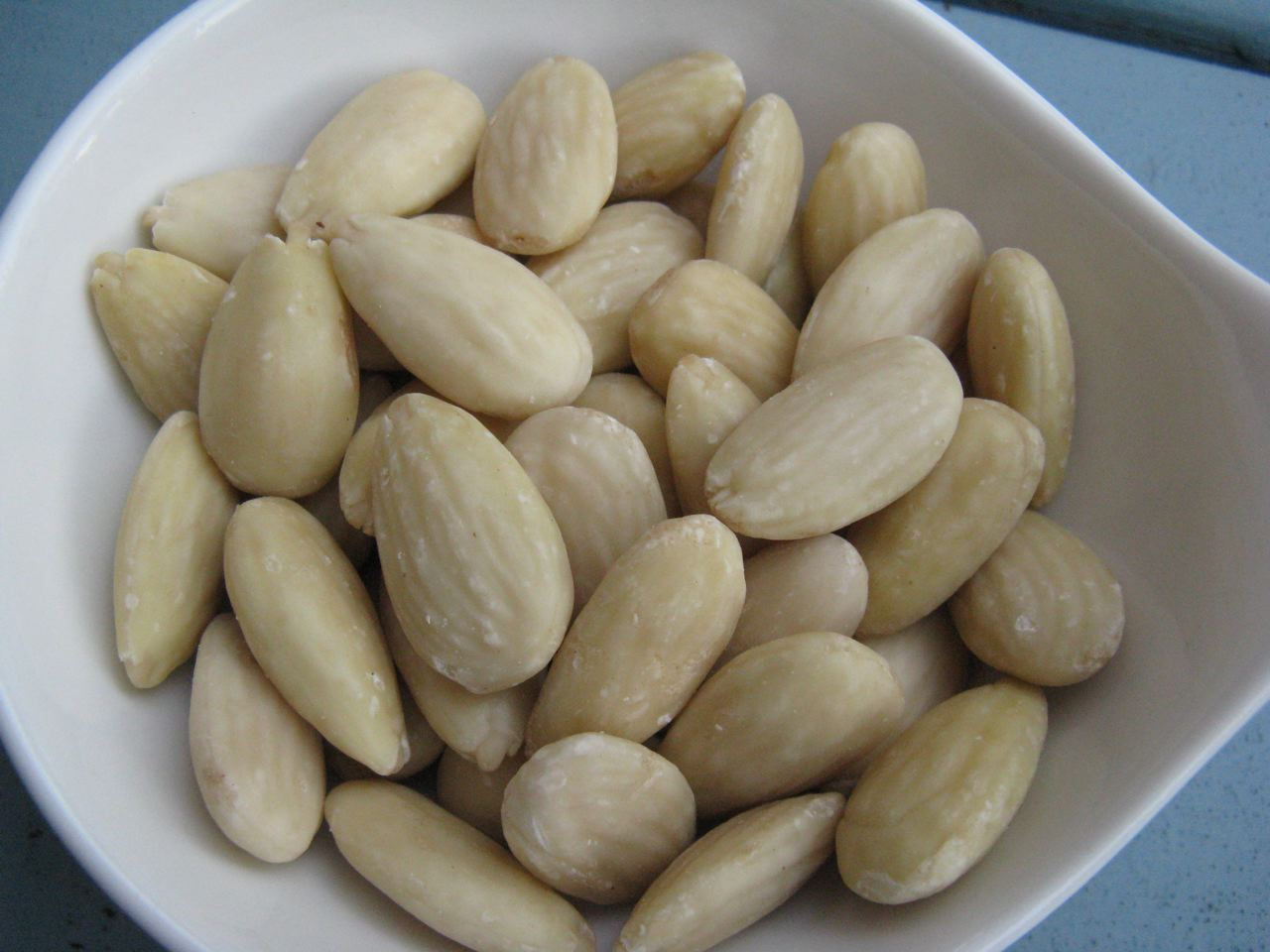
Migdale blanșate

Decojirea fructelor, legumelor și a nucilor sunt, de asemenea, importante în procesarea alimentelor.  Când migdalele sau fisticul sunt blanșate, coaja (botanic, învelișul semințelor care înconjoară embrionul) se înmoaie și poate fi îndepărtată cu ușurință ulterior. Decojirea la abur produce mai puțină poluare a mediului și pierderi de decojire, în comparație cu procesele de decojire chimică sau manuală. 
Alte utilizări ale blanșării sunt îmbunătățirea ratei de uscare și a calității produsului, scăderea încărcăturii microbiene, eliminarea pesticidelor și a reziduurilor toxice, creșterea extracției de compuși bioactivi, curățarea suprafeței, îndepărtarea semințelor deteriorate sau a materiei străine, uciderea paraziților și a ouălor acestora și reducerea absorbției de ulei. 

## Tehnologie
În mod tradițional, blanșarea se face folosind fie într-o baie de apă, fie în abur saturat .  În ambele metode, alimentele sunt încălzite pentru o perioadă scurtă de timp și apoi introduse fie în apă rece, fie în aer rece pentru a opri rapid procesul de încălzire. La nivel industrial, alimentele se deplasează pe o bandă transportoare continuă prin etapele de preîncălzire, menținere și răcire. 
Pentru blanșarea cu apă fierbinte, legumele sunt scufundate în apă preîncălzită (între 70 și 100 °C) pentru diferite perioade de timp, în funcție de tip și cantitate.  Când produsul este încălzit de apă, se obține o mai mare uniformitate a încălzirii, mai ales în comparație cu aerul cald. Acesta permite blanșării cu apă caldă să fie efectuată la temperaturi mai scăzute, dar pentru o perioadă mai lungă.  Apa este încălzită și răcită folosind schimbătoare de căldură și recirculată pentru utilizare continuă, reducând costurile. 
Sistemele de blanșare cu abur injectează aer cald (~100 °C) pe alimente în timp ce acestea trec prin sistemul de blanșare pe o bandă transportoare.  Această metodă reduce foarte mult pierderea compușilor solubili în apă din produs și este tehnica preferată pentru alimentele mai mici și cele cu suprafețe tăiate.   Blanșarea prin aburi este mai eficientă din punct de vedere energetic, iar capacitatea de încălzire rapidă permite timpi de procesare mai scurți. Această expunere redusă la căldură păstrează culoarea, aroma și calitatea generală a alimentelor; cu toate acestea, evaporarea poate avea loc conducând la mase și randamente mai mici de produs. 
Imediat după tratamentul termic, legumele/fructele sunt răcite rapid cu apă rece.  O alternativă comună la răcirea cu apă rece este răcirea cu aer rece. Această metodă de răcire previne pierderea nutrienților solubili în apă; cu toate astea, aerul provoacă evaporarea și scade masa legumei — un dezavantaj monetar pentru industrie. 
Tehnologiile emergente includ blanșarea ohmică, în infraroșu, cu microunde și frecvență radio. 

## Durată și temperatură
Este important să se țină cont de duratele și temperaturile recomandate pentru blanșarea unui produs alimentar. Duratele și temperaturile se bazează pe tipul de aliment, dimensiunea, forma și alți factori.  Blanșarea excesivă poate duce la o pierdere excesivă de nutrienți și compuși aromatici, precum și la înmuierea alimentelor.  Blanșarea la temperaturi sau pe perioade de timp mai mici decât cele recomandate poate să nu dezactiveze eficient toate enzimele. În plus, asta poate provoca și eliberarea mai multor enzime din țesutul plantei, provocând o activitate enzimatică mai mare și o alterare mai rapidă a produsului. 

## Dezavantaje
Deși blanșarea este un proces termic, duratele și temperaturile nu sunt suficiente pentru a distruge efectiv toate microorganismele.  Blanșarea este adesea văzută ca un proces prealabil pentru etapele ulterioare de conservare. De exemplu, blanșarea acasă se face adesea în combinație cu înghețarea; blanșarea în industrie este, de asemenea, utilizată înainte de conservare, deshidratare sau sterilizare termică.  
O limitare a blanșării cu apă caldă este scurgerea nutrienților solubili în apă și degradarea compușilor sensibili la căldură.  Vitaminele, mineralele și alți compuși solubili în apă, precum proteinele, zaharurile și compușii aromatici, difuzează din alimente și în apă, scăzând calitatea generală a alimentelor.  Gradul în care compușii se pierd în afara alimentelor depinde de compoziția și caracteristicile alimentelor, de raportul apă-aliment, de temperatura de blanșare și de alte variabile.  Acidul ascorbic, tiamina și alți compuși aromatici sunt sensibili la căldură. 
O complicație în industria alimentară este producția de apă reziduală din sistemele de blanșare a apei.  Blanșarea utilizând ape reziduale poate conduce la acumularea unor compuși hidrosolubili care sunt considerați a fi poluanți, și astfel trebuie să fie tratată înainte de evacuare.Aceasta poate crește costurile capitale la nivel industrial și este una dintre motivele principale pentru dezvoltarea unor tehnologii mai noi de blanșare.  

## Lectură adițională
- Desrossier, NW, Tehnologia conservării alimentelor, The AVI Publishing Company, 1965, p. 150–151